# Masita Mahmudin
Masita Mahmudin (* 2. März 1995 in Jambi) ist eine indonesische Badmintonspielerin. 

## Karriere
Masita Mahmudin gewann 2013 Mixed- und Doppelkonkurrenz bei den Tangkas Juniors. Bei der Badminton-Juniorenweltmeisterschaft 2013 gewann sie zwei Silbermedaillen. 2014 siegte sie bei den USM International im Mixed.